# HIARCS
HIARCS (acrônimo em inglês para Higher Intelligence Auto Response Chess System) é um programa de computador para xadrez desenvolvido por Mark Uniacke.
Em 20008, HIARCS campeão mundial de computadores de xadrez (World Computer Chess Champion), na décima sexta versão da disputa, em Beijing, China e em 2011, foi campeão mundial de programas de xadrez (World Chess Software Championship), em Tilburg, na Holanda.